# السمفونية السابعة (بيتهوفن)
السمفونية السابعة لبيتهوفن في سلم لا الكبير تصنيف Op. 92 هي سمفونية من أربع حركات للمؤلف الموسيقار لودفيج فان بيتهوفن، والتي عمل عليها بين سنتي 1811 و 1812، وذلك خلال إقامته في منتجع في قرية تبليتسه البوهيمية لتحسين حالته الصحية. أهدى بيتهوفن هذا العمل إلى الكونت موريتس فون فريس Moritz von Fries.
عرضت السمفونية لأول مرة في كانون الأول/ديسمبر سنة 1813 في فيينا وذلك في حفلة موسيقية خيرية من أجل الجنود الجرحى في معركة هاناو Battle of Hanau.
لاقت السمفونية الكثير من الاستحسان بعد عرضها الأول، وخصوصاً الحركة الثانية بسرعة إيقاع Allegretto، حيث أنه طلب من إعادة عزفها، بحيث أنه صار من الشائع لاحقاً عزفها بشكل منفصل.

## الآلات الموسيقية والهيئة
يلزم للسمفونية وجود 2 فلوت، و 2 أوبوا، و 2 يراعة، و 2 مزمار، و 2 بوق فرنسي و 2 بوق و 1 دفية بالإضافة إلى الآلات الوترية ذات القوس.
هناك أربع حركات في هذه السمفونية لكل منها سرعة الإيقاع التالية على الترتيب:
1. Poco sostenuto – Vivace
2. Allegretto
3. Scherzo - Presto
4. Allegro con brio